# Badger (band)
Badger was een Britse rockband.

## Bezetting
Bezetting bij oprichting:
- Tony Kaye, voorheen Yes (keyboard)
- David Foster (bas)
- Brian Parrish, voorheen Medicine Head, Three Man Army en Paul Gurvitz (gitaar, zang)
- Roy Dyke, voorheen The Remo Four, Family en Ashton, Gardner & Dyke (drums)

Laatste bezetting:
- Tony Kaye (keyboard)
- Roy Dyke (drums)
- Jackie Lomax (zang)
- Kim Gardner (bas)
- Paul Pilnick, voorheen Stealers Wheel (gitaar)

Nadat Tony Kaye de band Flash, die hij samen met Peter Banks had geformeerd, had verlaten, formeerde hij in 1972 samen met de bassist David Foster, die al had samengewerkt met Yes-zanger Jon Anderson bij The Warriors, de band Badger als zijn eigen progressieve superband. De band werd gecompleteerd met drummer Roy Dyke, waarmee hij in 1971 de wereldhit Resurrection Shuffle opnam. Het vierde lid werd Brian Parrish.

## Geschiedenis
Het debuutalbum One Live Badger (1973) bevatte, net als bij de eerste Yes-albums, lange instrumentale stukken, die echter niet goed aankwamen bij het publiek. Op zoek naar nieuwe inspiratie vonden Kaye en Dyke de gitarist Paul Pilnick, als vervanger van David Foster. Tezelfdertijd werd Dykes oude compagnon Kim Gardner gecontracteerd als bassist. De zoektocht naar een frontman en songwriter eindigde bij Jackie Lomax uit Liverpool, die zich voorheen met The Undertakers en als soloartiest bij het Beatles-label Apple Records verdienstelijk had gemaakt. Lomax transformeerde Badger van een progressieve rockband naar een soul-georiënteerde r&b-band en schreef alle songs voor de tweede lp White Lady (1974) van de band. Het album werd in New Orleans opgenomen in de studio van Allen Toussaint. De band werd echter na een optreden in de Croydon's Fairfield Hall als voorprogramma van het Electric Light Orchestra ontbonden.
Daarna ging Lomax verder met zijn solocarrière en nam verdere albums op voor Capitol Records en Warner Bros.. Samen met Rod Stewart werkte hij als studiomuzikant aan de lp Foolish Behaviour. Roy Dyke werkte aan projecten in het Cafe Society, samen met Pat Travers en Chris Barber, terwijl Tony Kaye na korte optredens bij The Detectives en Badfinger in 1983 terugkeerde naar Yes. Paul Pilnick is actief bij bands als Deaf School en Joe Egan, terwijl Kim Gardner sessie-bassist is bij Dwight Twilley.

## Discografie
- 1973: One Live Badger (Atlantic Records)
- 1974: White Lady (Epic Records)